# Katastrofa lotu Pan Am 845/26
Katastrofa lotu Pan Am 845/26 wydarzyła się 26 marca 1955. W jej wyniku Boeing 377 Stratocruiser 10-26 należący do linii Pan American World Airways wodował w Pacyfiku u wybrzeży Oregonu. W wypadku zginęły 4 z 23 osób na pokładzie.

## Samolot
Maszyną obsługującą lot 845/26 był Boeing 377 Stratocruiser 10-26 (nr rej. N1032V) o nazwie Clipper United States i  numerze seryjnym 15932/27. Samolot został wyprodukowany 30 kwietnia 1949 i wylatał 13655 godzin.

## Przebieg lotu
Samolot odbywał rutynowy lot z Seattle do Sydney z międzylądowaniami w Portland i Honolulu. Niedługo po starcie z Portland doszło do uszkodzenia silnika nr 3 oraz odpadnięcia od niego śmigła, co doprowadziło do znacznych problemów ze sterowaniem oraz utrzymaniem wysokości. W wyniku tego piloci zmuszeni byli awaryjnie wodować na Pacyfiku około 56 kilometrów od lądu. Wrak utrzymywał się na wodzie około 20 minut, a następnie zatonął na głębokości 1600 metrów. 19 osób, które przeżyło zostało wyłowione przez okręt USS Bayfield. Katastrofy nie przeżyło 2 członków załogi i 2 pasażerów.